# Mark Akenside
Mark Akenside (Newcastle upon Tyne, 9 de novembro de 1721 — Hampstead, 23 de junho de 1770) foi um poeta e médico inglês.

## Biografia
Akenside nasceu em Newcastle upon Tyne, Inglaterra, filho de um açougueiro. Foi toda sua vida um pouco coxo, devido a um ferimento que sofreu, quando criança, do cutelo de seu pai. Todas as suas relações eram não-conformistas, e, depois de frequentar a Royal Free Grammar School e um colégio não-conformista, ambos em sua cidade natal, foi enviado, em 1739, para Edimburgo para estudar Teologia, com vista a tornar-se ministro, sendo suas despesas pagas por um fundo especial reservado pela comunidade de não-conformistas para a educação de seus pastores. Já havia escrito The Virtuoso, in imitation of Spenser's style and stanza (1737) para o Gentleman's Magazine, e em 1738 A British Philippic, occasioned by the Insults of the Spaniards, and the present Preparations for War (também publicado separadamente).
Depois de um inverno como estudante de Teologia, Akenside transferiu-se para o curso de Medicina. Reembolsou o dinheiro que havia sido entregue a ele para os estudos teológicos, e tornou-se um deísta. Sua política, disse Samuel Johnson, foi caracterizada por uma "vontade impetuosa de subverter e confundir, com muito pouco cuidado com o que fosse estabelecido", e ele é caricaturado no personagem do médico republicano de Tobias Smollett, em The Adventures of Peregrine Pickle. Foi eleito membro da Sociedade Médica de Edimburgo em 1740. Suas ambições iam além de sua profissão, e seus dotes como orador fizeram-no pensar um dia em fazer parte do Parlamento da Inglaterra. Em 1740, publicou seu Ode on the Winter Solstice em um pequeno volume de poemas. Em 1741, trocou Edimburgo por Newcastle e começou a chamar-se de cirurgião, embora seja duvidoso ele ter praticado a atividade. A partir do ano seguinte, tem início a sua longa amizade com Jeremiah Dyson (1722–1776).
Durante uma visita a Morpeth, Northumberland, em 1738, teve a ideia para seu poema didático, The Pleasures of the Imagination, que foi bem recebido pela crítica, e posteriormente traduzido em mais de um idioma estrangeiro. Já tinha adquirido uma reputação literária considerável, quando foi para Londres, no final de 1743, e ofereceu o trabalho para Robert Dodsley, por 120 libras esterlinas. Dodsley achou o preço exorbitante, e só aceitou os termos após mostrar o manuscrito para Alexander Pope, que lhe garantiu que este "não era um escritor de todos os dias". Os três livros deste poema foram lançados em janeiro de 1744. Seu objetivo, Akenside nos diz no prefácio, "não era muito para dar preceitos formais, ou entrar na forma da argumentação direta, mas sim, para expor as perspectivas mais atraentes da natureza, para ampliar e harmonizar a imaginação, e por estes meios insensivelmente alienar as mentes dos homens para um gosto semelhante ao hábito de pensar em religião, em moral e na vida civil". Seus poderes ficaram aquém dessa ambição; sua imaginação não foi brilhante o suficiente para superar as dificuldades inerentes a um poema tão largamente envolvido com abstrações; mas o trabalho foi bem recebido. Thomas Gray escreveu para Thomas Warton, que o poema estava "acima do medíocre", mas "muitas vezes obscuro e ininteligível e infectado demasiadamente com o jargão Hutchinson".
William Warburton se ofendeu com uma nota adicionada por Akenside ao trecho do terceiro livro lidando com o ridículo. Assim sendo, ele atacou o autor dos Pleasures of the Imagination, publicado anonimamente, em um prefácio crítico ao seu Remarks on Several Occasional Reflections, in answer to Dr Middleton... (1744). Isto foi respondido, nominalmente por Dyson, em An Epistle to the Rev. Mr Warburton, do qual Akenside provavelmente tenha participado. Em 1744 Akenside deixou apressadamente Londres para garantir um diploma de medicina em Leiden. Em pouco mais de um mês já havia terminado a tese necessária, De ortu et incremento foetus humani, e recebeu seu diploma.

## Carreira como médico
De retorno à Inglaterra, tentou sem sucesso praticar a medicina em Northampton. Em 1744, publicou seu Epistle to Curio, atacando William Pulteney (mais tarde Conde de Bath) por ter abandonado seus princípios liberais para se tornar um defensor do governo, e no ano seguinte, produziu um pequeno volume de Odes on Several Subjects, no prefácio do qual reivindica a correção e um estudo cuidadoso dos melhores modelos.
Seu amigo Dyson, entretanto, deixou a advocacia, e tornou-se, por compra, escrivão para a Câmara dos Comuns. Akenside tinha ido para Londres e estava tentando montar um consultório em Hampstead. Dyson comprou uma casa lá, e fez tudo que podia para promover o interesse de seu amigo no bairro. Mas a arrogância e o pedantismo de Akenside frustraram seus esforços, e Dyson comprou então uma casa para ele em Bloomsbury Square, tornando-o independente da sua profissão através de uma renda declarada de 300 libras esterlinas por ano, mas provavelmente bem maior, pois se afirma que este rendimento permitiu-lhe "manter uma carruagem", e viver "incomparavelmente bem". Em 1746, escreveu seu elogiado "Hymn to the Naiads", e também se tornou um colaborador para o Museum, or Literary and Historical Register de Dodsley.
Estava agora com vinte e cinco anos de idade, e passou a se dedicar quase que exclusivamente à sua profissão. Era um médico dedicado e instruído. Foi admitido como Doutor de Medicina (M.D.) na Universidade de Cambridge, em 1753, membro do Real Colégio de Médicos, em 1754, e quarto censor em 1755. Em junho de 1755, leu as Goulstonian Lectures diante do Colégio, em setembro de 1756, as Croonian Lectures, e em 1759, a Harveian Oration. Em janeiro de 1759, foi nomeado médico assistente, e dois meses depois o médico principal do Christ's Hospital, mas foi acusado de tratar mal os pacientes mais pobres, e sua atitude antipática impediu o sucesso a que a sua aprendizagem e capacidade inegável mereciam. Com a ascensão ao trono de Jorge III, Dyson e Akenside mudaram suas opiniões políticas, e a conversão de Akenside aos princípios Tory, foi recompensada com a sua nomeação para ser o médico da rainha. Dyson tornou-se secretário do Tesouro, Lorde do Tesouro, e em 1774, conselheiro privado e cofferer da família real.

## Morte
Akenside morreu em sua casa em Burlington Street, onde passou os últimos dez anos de sua vida. Sua amizade com Dyson foi sempre muito amável. Escrevendo a seu amigo em princípios de 1744, Akenside disse que a intimidade tinha "a força de uma consciência adicional, de um novo princípio de religião", e não parece que tenha havido quebra de sua afeição. Deixou todos os seus bens e seus direitos autorais para Dyson, que lançou uma edição de seus poemas em 1772. Isto incluiu a versão revisada dos Pleasures of Imagination, em que o autor estava envolvido por ocasião de sua morte.
O poema de Akenside era melhor quando submetido a regras métricas mais severas. Suas odes raramente são líricas no sentido estrito, mas elas são dignas e, muitas vezes musicais. Suas obras atualmente são pouco lidas. Edmund Gosse descreveu-o como "uma espécie de Keats congelado".
Foi eleito Membro da Royal Society em 1753. A melhor edição das obras poéticas de Akenside é a publicada (1834) por Alexander Dyce para a Edição Aldine dos Poetas Britânicos, e reimpressa com pequenos acréscimos nas edições subsequentes da série.